# Gare de Tamalous
La gare de Tamalous est une gare ferroviaire algérienne située sur le territoire de la commune de Tamalous, dans la wilaya de Skikda.

## Situation ferroviaire
La gare est située au sud-ouest de Tamalous, sur la ligne de Ramdane Djamel à Jijel. Elle est précédée de la gare de Sidi Mezghiche et suivie de celle de Aïn Rouibah.

## Service des voyageurs

### Desserte
La gare de Tamalous est desservie par les trains régionaux de la liaison Constantine - Jijel,.